# تیراندازی در المپیک تابستانی ۱۹۰۸
تیراندازی در بازی‌های المپیک تابستانی ۱۹۰۸ نام رویداد ورزش تیراندازی در بازی‌های المپیک تابستانی بود که در سال ۱۹۰۸ برگزار شد. این مسابقات از پانزده بخش تشکیل شده بود که در لندن برگزار شد.

## کشورهای شرکت کننده
در این مسابقات، ۲۱۵ ورزشکار از ۱۴ کشور به رقابت با یک دیگر پرداختند.
- استرالزی (۱)
- بلژیک (۱۰)
- کانادا (۲۲)
- دانمارک (۱۰)
- فنلاند (۹)
- فرانسه (۲۰)
- آلمان (۱)
- بریتانیای کبیر (۶۷)
- یونان (۷)
- مجارستان (۲)
- هلند (۱۷)
- نروژ (۱۳)
- سوئد (۱۹)
- ایالات متحده آمریکا (۱۷)

## جدول مدال‌ها
| رتبه | کشور                      | طلا | نقره | برنز | مجموع |
| ۱    | بریتانیای کبیر (GBR)      | ۶   | ۷    | ۸    | ۲۱    |
| ۲    | ایالات متحده آمریکا (USA) | ۳   | ۲    | ۱    | ۶     |
| ۳    | سوئد (SWE)                | ۲   | ۲    | ۱    | ۵     |
| ۴    | نروژ (NOR)                | ۲   | ۰    | ۱    | ۳     |
| ۵    | کانادا (CAN)              | ۱   | ۲    | ۱    | ۴     |
| ۶    | بلژیک (BEL)               | ۱   | ۲    | ۰    | ۳     |
| ۷    | فرانسه (FRA)              | ۰   | ۰    | ۲    | ۲     |
| ۸    | یونان (GRE)               | ۰   | ۰    | ۱    | ۱     |